# Longicollum chabanaudi
Longicollum chabanaudi är en hakmaskart som beskrevs av Dollfus och Yves-Jean Golvan 1963. Longicollum chabanaudi ingår i släktet Longicollum och familjen Pomphorhynchidae. Inga underarter finns listade i Catalogue of Life.